# 게디 전투
게디 전투(Battaglia di Ghedi)는 1425년에서 1454년 (해당 해에 로디 조약이 체결됨)까지 지속된 밀라노 공국과 베네치아 공화국 사이의 오랜 분쟁을 종결시켰다.
1453년 8월 15일 롬바르디아의 작은 마을 게디 인근에서 전투가 벌어졌다. 이 전투로 밀라노 공국은 베르가모, 브레시아, 크레마 등의 도시들을 제외한 베네치아에게 정복당했던 모든 영토를 회복해냈다. 베네치아군의 막대한 인명 피해로, 공화국 정부는 야코포 피치니노에게서 군수 통수권을 회수했다. 다음 해 4월에 로디 조약이 체결됐다. 그들의 영지를 사수하고 밀라노 공국과의 분쟁을 피하기 위해 피치니노는 1464년에 밀라노 공작 프란체스코 스포르차의 사생녀 드루시아나 스포르차와 혼인했다.